# Masako Katsuki
Masako Katsuki (勝生 真沙子 Katsuki Masako?,  Hachinohe, Prefectura de Aomori, 15 de octubre de 1958) es una seiyū japonesa, afiliada a 81 Produce.

## Biografía
Tras su debut en Shiroi Kiba: White Fang Monotagari con el papel de Mary Scott, Katsuki ha prestado su voz a varios anime notables, películas y series de TV doblados en japonés, videojuegos, CD dramas, narraciones y comerciales. Algunos de sus papeles más conocidos incluyen: Maria Von Trapp en Torappu ikka monogatari, Reccoa Londe en Mobile Suit Zeta Gundam, Maya Kitajima en Garasu no Kamen, Masuyo Ikari en High School! Kimengumi, Sailor Neptune en Sailor Moon y Tsunade en Naruto.

## Filmografía

### Anime
- Tsunade (Naruto y Naruto Shippūden)
- Tsunade (Boruto: Naruto Next Generations)
- Yoshino Sōma (Bleach)
- Charlotte Smoothie (One Piece)
- Yoshiko Kunieda (Taiyō no Yūsha Faibādo)
- Lady Corina (Yoroiden Samurai Troopers/Los cinco Samurái)
- Reccoa Londe (Z Gundam)
- Memory Gene (Chōon Senshi Bōguman)
- Maya Kitajima (Máscara del vidrio)
- Klaud Nine (D.Gray-man)
- Michiru Kaioh/Sailor Neptune (Sailor Moon)
- Mio, Gui Fei Yang (Ranma ½)
- Natsume (OVA de Ranma ½])
- Shizuka Hattori (Meitantei Conan)
- Farangis (Arslan Senki OVA)
- Sheffield (Zero no Tsukaima)
- Leviae (Shinchou Yuusha: Kono Yuusha ga Ore Tueee Kuse ni Shinchou Sugiru)
- Flora Lowe (Babylon)

### Drama CD
- Inami (Fushigi Yūgi Genbu Kaiden)

### Tokusatsu
- 1997 - Denji Sentai Megaranger como Nezi Yellow
- 2008 - K-tai Investigator 7 como Phone Braver 02 (voz)